# 대한민국의 사드 배치 논란
대한민국의 사드 배치 논란은 주한 미군이 대한민국 경상북도 성주군에 사드를 배치하도록 한 것에 대하여 발생한 논란으로, 한국 내부뿐만 아니라 중국, 미국과의 갈등을 부각시켰다.

## 진행

### 2011년
2011년 10월 - 힐러리 클린턴 미 국무장관이 <<Foreign Policy>>라는 외교잡지에 '앞으로의 미국은 외교ㆍ군사정책의 중심을 아시아로 이동 시키겠다'는 내용의 기고문을 올린다. 미국 외교 전문가들과 주류 언론사들은 흔히 피벗 투 아시아(Pivot to Asia) 정책이라고 표현한다.

### 2012년
- 2012년 6월 - 미 국방장관 레온 파네타는 새로운 아시아 재균형 전략에 입각해 2020년까지 미 해군 전력의 60%를 아시아 태평양 지역에 재배치할 것이라고 발표한다.[3]
- 2012년 8월 - 미국 국방부가 사드(THAAD)와 패트리어트(PAC) 미사일을 대한민국에 배치시킬 것을 검토중이라고 미국 의회에 보고서를 올린다.[4]

### 2013년
- 2013년 1월 북한의 3차 핵실험 성공을 목격한 미국 국방부는 미국령 괌에 위치한 앤더슨 공군기지의 사드 설치를 즉각 승인한다.[5]
- 2013년 6월 - 힐러리 클린턴 국무장관은 골드만 삭스에서 임직원을 대상으로 한 강연에서, 중국이 북핵을 막지 않으면 미사일 방어망으로 포위할 것이라고 말했다.[6] 클린턴 국무장관은 중국이 북한을 앞세워 밖으로 나오려는 팽창전략을 추구하고 있다고 보고 한국과 일본에서 시작해 대만과 필리핀, 베트남, 인도와 파키스탄, 카자흐스탄, 몽골에 이르는 포위망을 구축하고 올가미를 잡아당기는 ‘중국포위전략’을 주도했다.[7]
- 2013년 10월 14일 - 국방부는 유승민 국회 국방위원장에 제출한 보고서에서 사드 배치를 고려 중이라고 밝혔다. 종말 요격 시스템을 4단계로 구축하여, 고도 10~150km 미제 사드[8][9], 10~60km 러시아제 L-SAM, 10~40km 러시아제 천궁, 10~30km 미제 패트리어트로 북한 핵미사일을 방어할 계획이다.[10]

### 2014년
- 2014년 5월 - 오바마 정권이 임기 후반기에 새로운 대외정책을 발표한다. 새로운 정책의 핵심은 꼭 필요한 경우에만 군사력을 동원할 것과, 절대 미국 혼자 행동하지 않고 동맹국들을 적극적으로 활용하는 집단 행동(collective action)을 강조하는 한 신고립주의에 가깝다고 평가받는다. 미국 언론에서는 흔히들 오바마 독트린(en:Obama Doctrine)이라 표현한다.[11]
- 2014년 9월 30일 - 로버트 워크 미 국방부 부장관은 미국외교협회 주최 간담회에서 "사드 포대를 한국에 배치하는 것을 조심스럽게 고려하고 있고, 한국 정부와 협의 중"이라고 말했다.
- 2014년 11월 3일 - 생방송으로 전국에 중계된 국회 대정부질문에서 유승민 의원은 사드의 조기 도입을 주장했다. 한민구 국방장관은 계획이 없다고 답변했다.[12] 이날 전국 생방송으로 유승민 의원이 사드 도입을 강력하게 주장하여, 한국 사드 도입 논쟁이 본격적으로 시작되었다.
- 2014년 11월 27일 - 중국은 러시아판 사드 S-400 1포대를 30억 달러(약 3조3천억원)에 수입하기로 계약 체결했다.[13][14][15] 러시아제 S-400는 미국 사드와 마찬가지로 항공기와 탄도미사일은 물론, 스텔스 전투기까지 요격할 수 있는 것으로 알려져 있다. 중국은 2018년에 러시아제 사드를 실전 배치할 계획이다.[13][14][15]

### 2015년
- 2015년 2월 2일 - 비박계 유승민 의원이 새누리당 신임 원내대표로 선출되었다.
- 2015년 3월 5일 - 마크 리퍼트 대사가 괴한의 공격을 당했다. 박근혜 대통령은 "한미 동맹에 대한 중대한 도전"이라고 말했다. 이후 한미동맹과 사드를 반대하는 좌파의 영향력이 크게 줄어들고, 국회에서 거의 혼자 사드 조기도입을 주장하던 국방위원장 출신 유승민 여당 원내대표의 사드 공론화가 급진전되었다.
- 2015년 5월 - 한국이 우크라이나에서 러시아의 콜추가 패시브 레이다와 레이저포 설계도를 입수했다. 러시아군이 오발로 자국에 핵미사일이 잘못 발사될 경우 요격하기 위한 시스템이다. 미국은 레이저포 개발이 완료될 때까지의 전력공백기에만 사드를 사용할 계획이다.
- 2015년 7월 8일 - 박근혜 대통령이 “배신의 정치를 심판해달라”며 촉발시킨 국회법 개정안 파문으로, 새누리당 유승민 의원이 의원총회 결과를 수용하는 형식으로 원내대표직에서 사퇴했다.

### 2016년
- 2016년 1월 6일 - 북한 4차 핵실험. 최초의 수소폭탄 핵실험이 성공했다고 북한 언론이 크게 보도했다.
- 2016년 2월 5일 - 시진핑 주석이 박근혜 대통령에게 전화를 걸어 사드 배치의 위험성을 강조하며 배치 반대를 설득했다. 그러나 박 대통령은 사드는 북한을 겨냥한 것이지 중국을 겨냥한 것이 아니라고 사드 배치를 정당화했다．
- 2016년 2월 7일 - 북한이 광명성 4호를 발사했다.
- 2016년 2월 12일 - 왕이 외교부장은 로이터 통신과의 인터뷰에서 사드가 중국의 안전과 국익을 해친다고 미국을 비난했다.
- 2016년 6월 29일 - 시진핑 주석은 베이징에서 열린 황교안 국무총리와 회담에서 "한국은 안보에 대한 중국의 정당한 우려를 중시해야 하며, 사드를 한국에 배치하려는 미국의 시도에 대해 신중하고 적절하게 대응해야 한다"고 말했다.[16]
- 2016년 7월 8일 - 류제승 국방부 국방정책실장과 토머스 밴달 주한미군사령부 참모장이 서울 용산구 국방부 브리핑실에서 사드 1개 포대의 한반도 배치를 공식 발표했다.[17]
- 2016년 7월 13일 - 류제승 정책실장은 국방부에서 기자회견을 열고 성주군 지역에 사드 배치를 건의했으며 한미 국방부 장관이 승인했다고 밝혔다.[18]
- 2016년 8월 9일 - 박근혜 대통령은 야당의 사드 반대에 대해, 대안 없이 비판과 갈등으로 국민을 반목시키는 것은 결국 국가와 국민을 위기로 내모는 것이라고 비판했다.
- 2016년 8월 18일 - 미국이 한국 국방관계자와 언론에 최초로 괌의 앤더슨 공군기지에 배치된 사드 기지를 공개하였고 괌 사드기지의 레이더 전자파를 측정한 결과는 한국방송통신위원회 전자파 인체보호 기준치인 10W/m2의 0.007% 수준이었고 사드 레이더의 전자파는 인체에 휴대전화만큼의 영향도 주지 못한다는 것이 밝혀졌다.
- 2016년 9월 9일 - 북한 5차 핵실험. 사상 최대 규모였다. 모든 운반수단에 탑재할 수 있게 되었다고 주장했다.
- 2016년 9월 21일 - 국회 대정부질문에서 한민구 국방장관은 "사드 1개 포대로는 남한 전역을 방어하기 어렵다"면서 2개 포대를 한국이 직접 구매할 것을 시사했다.
- 2016년 11월 18일 - 롯데그룹의 성주골프장이 사드 부지로 선정된 것에 대한 보복으로, 중국 정부가 현지에 진출한 롯데 계열사의 전 사업장에 대해 세무조사와 소방 ·위생점검, 안전점검에 일제히 나섰다.[19]
- 2016년 12월 16일 - 중국 해군 랴오닝호 항공모함과 수십척의 함대가 서해에서 사상 최초 실탄 사격훈련을 했고 사드에 반대하며 한국에 무력시위를 했고 한국 해군사관학교 졸업생 기항을 거부했다.

### 2017년
- 2017년 1월 4일 - 사드 배치 문제를 둘러싼 한·중간 마찰이 점점 심해지고 있는 가운데, 중국 외교부는 "소국(小國)이 대국(大國)에 대항해서 되겠냐, 너희 정부가 사드 배치를 하면 단교 수준으로 엄청난 고통을 주겠다"고 중국의 입장을 표명했다.[20][21]
- 2017년 2월 28일 - 중국은 "모든 필요한 조치를 취해 한국을 징벌할 수밖에 없고, 한국은 이번 처벌을 피할 수 있을 것이라고 상상도 하지 말라"고 하며 강경하게 한국 정부를 비난했다.[22]
- 2017년 3월 1일 - 중국은 사드가 배치될 경북 성주군 초전면 성주골프장이 중국군의 타격목표가 될 것이라고 하며 한국을 위협했다.[23]
- 2017년 3월 2일 - 중국군의 뤄위안(羅援) 장군은 한국에 대하여 "외과수술식 타격"을 주장하였다.[24]
- 2017년 3월 3일 - 추미애 더불어민주당 대표는 국회에서 열린 당 최고위원회의에서 "중국의 사드 관련 보복조치가 도를 넘고있고 중국 진출 한국 기업에 대한 무차별 디도스 공격과 불매운동, 수입불허가 조처되고 한국 영토에 대한 군사적인 공격을 거론해 심각히 우려된다"고 말했다.[25]
- 2017년 3월 3일 - 중국 정부는 한국 관광을 전면 금지시켰고 이미 계약된 관광상품은 이달 중순까지 모두 소진하도록 지시했다.[26]
- 2017년 3월 4일 - 중국 정부는 한반도 상륙작전을 위한 해병사단을 실전배치했다.[27]
- 2017년 3월 7일 - 한미 양국 군 당국이 고고도미사일방어체계(THAAD·사드)의 주한미군 배치작업을 시작했다.[28] 대한민국과 미국은 한반도에 사드체계를 배치한다는 한미동맹의 결정을 이행하기 위해 노력해왔으며 그 결과 사드체계의 일부가 한국에 도착했다.[29]
- 2017년 3월 8일 - 영업정지 처분을 받은 롯데마트 중국 내 지점 수는 모두 55곳으로 전체 점포 99개의 절반이 넘게 영업정지 처분을 받았다.[30]
- 2017년 3월 15일 - 중국 정부는 한국을 여행금지국가로 지정했고 중국인들의 한국행 단체여행을 전면 금지시켰다.[31]
- 2017년 3월 15일 - 한반도 사드 배치 문제에 대하여 리커창 중국 총리는 "중국은 사드 문제로 미국과의 무역전쟁이 현실화하는 것을 원하지 않는다”면서 상호 이해를 늘려나가야 한다고 밝혔다.[32]
- 2017년 3월 20일 - 한국의 주형환 산업통상자원부 장관은 “세계무역기구(WTO)에 사드 보복 관련 관광·유통 분야의 중국 조치에 대해 WTO협정 위배를 정식으로 제기했다.[33]
- 2017년 3월 23일 - 미국 의회가 한국 사드 배치에 대한 중국의 사드 경제보복조치를 규탄하는 초당적 결의안을 공식으로 발의했다.[34]
- 2017년 4월 8일 - 도널드 트럼프 미국 대통령은 미·중 정상회담과 관련, "북핵·북한 문제의 심각성 및 대응방향에 대해 심도있는 논의를 가졌고 사드 배치 관련 문제에 대한 미국측 입장을 중국측에 전달했다"고 밝혔다.[35]
- 2017년 4월 8일 - 미중 정상회담에서 시진핑 중국 국가주석은 한반도역사에 대해 한국은 사실 중국의 일부라고 말했다.[36][37][38]
- 2017년 4월 11일 - 심재철 국회 부의장은 우다웨이 외교부 특별대표와의 회담에서 중국이 네이멍구(內蒙古)와 헤이룽장성에 각각 탐지거리 3천km, 5천500km 레이더를 둔 점을 거론하며 "중국은 한반도를 손바닥처럼 들여다보면서 왜 우리는 방어용도 배치 못 하느냐"고 지적했다.[39]
- 2017년 4월 26일 - 주한미군이 전격적으로 사드(고고도 미사일방어체계) 장비를 배치함에 따라 발사대와 사격통제레이더 등이 곧 시험가동에 들어간다.[40]
- 2017년 4월 27일 - 국방부 한미 안보 책임자는 사드가 실제 운용 단계이며 북한이 도발시 징벌적 조치를 하겠다고 밝혔다.[41] 주한미군은 사드체계를 하루 만에 작전배치를 끝냈고 사실상 실전 운용상태로 유지키로 했다.[42]
- 2017년 4월 28일 - 트럼프 미국 대통령은 "사드 무기체계에 대해서 말하자면, 그건 10억 달러짜리다. 왜 우리가 10억 달러를 내나? 우리가 한국을 보호해주지 않는가. 그래서 나는 한국에게 그들이 돈을 내는 게 적절할 것이라고 알렸다. 누구도 상대방을 보호해주는 데 비용까지 내가 지불하는 그렇게 하진 않을 거다. 사드는 10억 달러 짜리 무기체계다. 그리고 사드는 한국을 보호하며 나도 한국을 보호하고 싶다. 우린 한국을 보호할 것이다."고 말했다.[43]
- 2017년 4월 30일 - 김관진 국가안보실장은 허버트 맥마스터 미국 백악관 국가안보보좌관과 전화 협의를 갖고 주한미군의 사드(THAAD·고고도미사일방어체계) 배치 비용은 미국이 부담한다는 기존 합의 내용을 재확인했다. 맥마스터 보좌관은 트럼프 대통령의 사드 배치 비용 언급에 대해 "동맹국들의 비용 분담에 대한 미국 국민들의 여망 을 염두에 두고 일반적 맥락에서 이뤄진 것"이라고 설명했다.[44][45]
- 2017년 4월 30일 - 트럼프 대통령의 발언으로 촉발된 사드(고고도미사일방어체계) 비용부담 논란과 관련하여, 맥마스터 미국 백악관 국가안보보좌관은 방위비 분담금과 마찬가지로, 향후 사드 비용도 재협상하겠다는 뜻을 밝혔다.[46][47]
- 2017년 6월 1일 - 미국 상원에서 국방 예산을 담당하는 미국 민주당 상원 원내총무 딕 더빈 의원은 문재인 대통령에게 "(한국이) 사드 배치를 원치 않으면 (미국정부가) 사드 배치 관련 예산을 다른 곳에 쓸 수 있다"고 했다.
- 2017년 6월 9일 - 문재인 정부 국가안보실장 정의용은 청와대에서 “사드는 북한의 점증하는 위협으로부터 한국과 주한미군을 보호하기 위해 결정한 것"이라고 공식적으로 발표했다.[48][49][50]
- 2017년 6월 20일 - 문재인 대통령은 청와대에서 CBS, 워싱턴포스트 인터뷰를 가졌고 “사드 배치 결정은 우리 한국과 주한미군의 안전을 위해서 한·미동맹에 근거해 한국과 미국이 합의해서 결정한 것”이라고 말했다.[51][52]
- 2017년 6월 29일 - 문재인 대통령은 워싱턴D.C. 미국 의회 폴 라이언 하원의장 등 하원 지도부와 가진 간담회에서 “사드는 한미동맹에 기초한 합의이고 한국 국민과 주한미군의 생명을 보호하기 위한 것"이라고 말했다.
- 2017년 8월 12일 - 국방부와 환경부는 성주기지의 사드 사격통제 레이더(TPY-2TM)에 대해 환경영향평가를 실시한 결과, 측정된 전자파의 최대치라도 인체허용 기준치의 0.46%에 그치는 것으로 나타났다고 밝혔다. 사드에서 배출하는 전자파가 인체허용 기준치의 200분의 1에도 미치지 않는 것으로 나타났다.

## 각국 입장

### 찬성측의 주장

##### 한반도 방어용

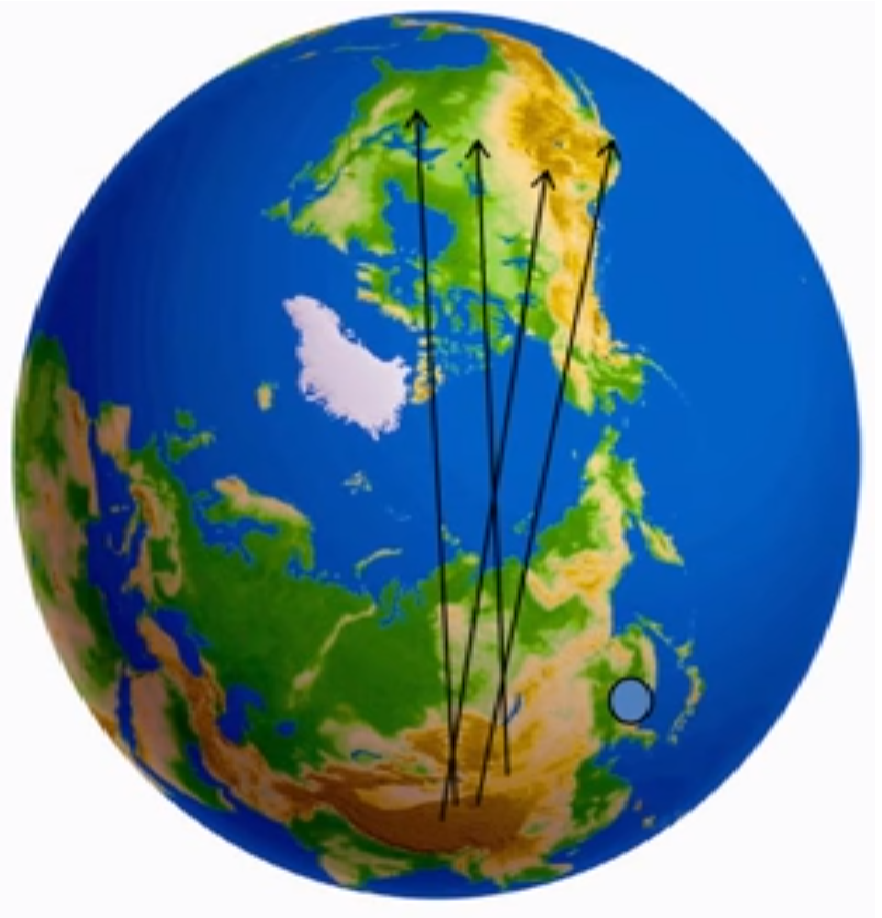
지구는 둥글기 때문에 중국에서 미국 본토를 향해서 미사일을 발사하면 북극을 지나서 날아가게 된다. 중국에서 미국을 향해 발사하는 미사일은 한반도 상공을 지나가지 않으며 한반도에 배치 되는 사드는 미국 본토 방어용이 아니라 한반도 방어용이다.

2017년 6월 9일 정의용 국가안보실장은 “사드는 북한의 점증하는 위협으로부터 한국과 주한미군을 보호하기 위해 결정한 것"이라고 발표했다. 문재인 대통령은 2017년 6월 20일 청와대에서 CBS, 워싱턴포스트 인터뷰를 가졌고 사드 배치 관련 질문에서 “사드 배치 결정은 우리 한국과 주한미군의 안전을 위해서 한·미동맹에 근거해 한국과 미국이 합의해서 결정한 것”이라고 대답했다. 미국 동부시간으로 2017년 6월 29일, 문재인 대통령은 워싱턴D.C. 미국 의회 폴 라이언 하원의장 등 하원 지도부와 가진 간담회에서 “사드는 한미동맹에 기초한 합의이고 한국 국민과 주한미군의 생명을 보호하기 위한 것"이라고 강조했다.
중국은 1966년 이후 전략미사일군인 '제2포병'(第二砲兵)을 유지해 왔는데, 2016년부터 로켓군(火箭軍)으로 명칭이 바뀌었다. 동 부대는 ICBM, IRBM, SLBM과 같은 주요 미사일 체계를 운용하고 있다. 이외에도 육·해·공군에는 지대공, 함대함, 공대공 등 다양한 미사일 체계가 배치·운용되고 있다. 중국은 거의 모든 종류의 미사일 체계를 운용하고 있는데, 지구는 둥글기 때문에 짧은 북극의 굴곡을 감안하여 ICBM 부대를 배치하고 있다. 미국을 겨냥한 중국의 ICBM 부대는 동북 3성 지역에 편중되어 있고, 러시아 및 유럽을 겨냥한 ICBM 부대는 서북지역에 편중되어 있다. 지구는 둥글기 때문에 짧은 북극의 굴곡을 감안하여 중국의 ICBM 부대는 동북 3성 지역에 배치되어 있고 중국 동북 3성 지역에서 미국 본토를 향해서 미사일을 발사하면 북극을 지나서 날아가게 된다.
사드 레이더 AN TPY-2는 미국이 개발한 지상 배치형 레이더로, 1,000 km 거리를 탐지할 수 있는 레이더이다. 미사일 방어 체계인 사드의 일부 장비이며, 원거리에 위치한 미사일을 탐지하는 장비이다. 이스라엘, 터키, 일본, 대한민국에 배치된 사드는 요격모드로 600 km 거리에서 미사일을 추적할 수 있다. 1,000 km 모드에서는 미사일을 탐지만 할 수 있지만 600 km 모드에서는 탐지는 물론, 추적도 가능하다. 문재인 대통령은 "사드 배치는 한국의 주권적 사안이라"며 "중국이 부당하게 간섭하는 것은 옳지 않다"고 말했다.

##### 중화인민공화국의 위협
중화인민공화국은 600개 이상의 미사일을 한국에 겨냥하고 있다. 인민해방군은 백두산 인근 지린성, 산둥성, 랴오닝성에 중국 전략지원군 예하 3개 유도탄 여단의 둥펑(東風·DF) 계열 미사일 600여 기를 배치해 한국군과 주한미군 기지 등을 조준하고 있다. 지린성 퉁화 시 인근의 제816여단, 산둥 성 라이우 시 부근의 제822여단, 다롄시 인근의 제810여단은 모두 한반도를 작전구역으로 삼은 부대다. 중국은 한반도를 담당하는 북부전구를 지원하는 제51기지 예하에 3개 여단 등 총 4개 여단을 한국 겨냥 부대로 지정해놓았다. 이 가운데 3개 여단, 600개 이상의 중·단거리 탄도미사일이 한국을 겨누고 있다.DF-15 미사일은 500~650kg의 재래식 탄두를 탑재하지만, 경우에 따라서는 90kt급 전술핵탄두 1기를 탑재할 수 있고 필요할 경우 이 미사일을 이용해 한국에 대한 핵 공격이 가능하다는 것을 의미한다.
중국군은 지린 성 퉁화에 위치한 제816 미사일 여단에 사정거리 800~1000km에 달하는 단거리탄도탄, SRBM 1,200여 기를 집중 배치해 놓고 있고 중국 내륙 쓰촨성 황룽에도 한반도를 겨냥한 중거리 탄도탄, IRBM 수 백여 기를 배치해 놓고 있다. 사드에 반대하는 중국의 속내는 "중국이 유사시 한국 타격용으로 쓸 미사일들이 무용지물이 되기 때문"이다. 대한민국 국책연구소는 "중국이 퉁화에서 한국의 중요 군사·산업시설이 밀집한 남부 지역을 향해 DF-15를 쏠 경우 사드에 막힐 가능성이 크다"며 "중국은 이를 두고 '전략·안보 이익이 훼손된다'고 주장하는 것"이라고 설명했다. 중국시보(中國時報)는 1000개가 넘는 중국군의 미사일이 한국과 일본을 조준하고 있다고 보도했다.
대한민국 공군 방공포 사령관 권명국은 “중국의 사드 배치 반대 논리는 자기들은 600개의 미사일을 한반도를 향해 겨누고 있으면서 한국에는 무방비로 가만히 있으라는 격”이라고 발표했다. 중국은 600개의 칼을 한국에 겨누고 있으면서 한국은 방패 1개도 들지말라고 요구하고 있는 격이라는 것이다. 사드 레이다 AN/TPY-2는 미사일 방어 체계인 사드의 일부 장비이며, 원거리에 위치한 탄도체를 탐지하는 장비다. 한반도에 배치 되는 사드는 요격용으로 600 km 거리를 탐지한다. 중국 정부는 사드 레이다 사거리가 2,000 km 라고 주장하지만 AN/TPY-2의 사거리는 1,000 km임으로 중국 내륙까지 들여다볼 수 없다.중국은 한국이 사드를 직접 구매해서 한국이 사드를 직접 운용한다 하더라도 한국의 사드 배치를 반대하겠다고 했다. 미국이 사드를 운용하는 것이 아니라 한국이 사드를 직접 운용한다 할지라도 반대하겠다는 것이다. 중국은 한국을 향해 600개 이상의 미사일을 겨냥하고 있으면서 한국이 사드를 운용하든지 미국이 사드를 운용하든지 상관없이 사드를 반대하겠다는 입장을 취하고 있다.

###### 러시아판 사드를 실전 배치한 중국
2014년 11월, 중국은 러시아판 사드 S-400 1포대를 30억 달러(약 3조3천억원)에 수입하기로 계약 체결했고,중국판 사드 HQ-19를 자국의 기술로 개발중이다.
러시아가 개발한 S-400은 미국의 사드와 마찬가지로 항공기와 탄도미사일은 물론, 전투기까지 요격할 수 있으며, 레이다망으로 대한민국 전역을 감시할 수 있다. 중국은 S-400 2개 포대를 도입해 2018년에 실전 배치할 계획이다.2017년 중국은 네이멍구에 한국과 일본 전역을 감시할 수 있는 최첨단 ‘톈보(天波)’ 초지평선(OTH·over the horizon) 탐지 레이더를 설치한 것으로 확인됐다. 그리고 중국은 이미 헤이룽장성과 푸젠성 등지에 탐지거리 5,500km의 조기경보레이다를 설치해 한반도와 일본은 물론 태평양 미국령 괌에 있는 앤더슨 공군기지까지 들여다 보고 있다.
중국 외교부는 "소국(小國)이 대국(大國)에 대항해서 되겠냐, 너희 정부가 사드 배치를 하면 단교 수준으로 엄청난 고통을 주겠다"라고 하며 대한민국의 사드 배치를 강력하게 반대하였지만중국은 대한민국 전역을 감시하는 레이다망을 이미 오래전부터 운영해왔고 한국의 사드가 자국을 감시할 수 있다는 이유로 한국의 사드 배치에 반대하는 것은 '내가 하면 로맨스, 남이 하면 불륜'격인 것이다. 중국이 배치하는 사드는 '착한 사드'이고 한국이 배치하는 사드는 '나쁜 사드'라는 논리인 것이다.심재철 국회 부의장은 우다웨이(武大偉) 외교부 특별대표와의 2017년 4월 11일 회담에서 중국이 네이멍구(內蒙古)와 헤이룽장(黑龍江)성에 각각 탐지거리 3천km, 5천500km 레이더를 둔 점을 거론하며 "중국은 한반도를 손바닥처럼 들여다보면서 왜 우리는 방어용도 배치 못 하느냐"고 지적했다.

###### 핵 개발 물자를 북한에 수출한 중국
국제사회의 강력한 제재를 받고 있는 북한이 어떻게 핵과 미사일 개발에 필요한 물자를 조달 받았을까 하는 의문이 있어왔는데, 북한에 유입돼선 안 될 핵심 물자들을 꾸준히 공급해온 중국의 국유기업이 적발되었다. 중국은 북한 최대 무역항인 남포항을 통해 2011년부터 북한의 4차 핵실험 넉 달 전인 2015년 9월까지 핵미사일 개발에 필요한 물자를 수출해왔다. 그 중엔 고순도의 알루미늄괴와 산화알루미늄, 텅스텐 등 핵과 미사일 개발에 필요한 핵심 재료 4종류가 포함되어있다. 중국은 북한의 핵미사일 개발은 지원해줬으면서 한국에게는 방어적인 무기조차도 배치하지 말라며 경제적 보복을 하고 있다.핵 개발 물자를 북한으로 수출한 중국은 북한의 한반도 핵 위협에 대한 책임으로부터 자유롭지 못하고 북한의 핵 위협에 대항하기 위해 도입되는 사드를 중국이 반대할 명분이 없다.
한반도 사드 배치를 문제 삼아 한국에 경제 보복을 하고 있는 중국은 일본의 사드 배치는 ‘방어용 방패’라고 규정하며 이중적인 태도를 보이고 있다. 중국 외교부는 “일본은 자발적으로 원해서 사드를 도입하는 것이고, 실제적으로 일본 자위대의 군사 방어 능력을 높이고자 하는 것”이라며 “일본의 사드는 방어를 위한 방패”라고 설명했다. 중국은 한국의 사드 배치는 강력하게 반대하며 경제적 보복조치를 취하고 있는 반면에 일본의 사드 배치는 인정하겠다는 이중적인 태도를 취하고 있다.

##### 한미상호방위조약 이행
문재인 대통령은 2017년 6월 20일 청와대에서 CBS, 워싱턴포스트 인터뷰를 가졌고 “사드 배치 결정은 우리 한국과 주한미군의 안전을 위해서 한·미동맹에 근거해 한국과 미국이 합의해서 결정한 것”이라고 말했다. 한미상호방위조약에 의하면 대한민국과 미국은 서로를 보호해야 할 의무가 있다. 한미상호방위조약은 미국이 일방적으로 한국을 보호하는 조약이 아니라 한국과 미국이 쌍방으로 서로를 보호하는 조약이기 때문에 한미상호방위조약에 따라 한국도 미국을 보호해야 할 의무가 있으므로 한국은 사드를 배치하여 주한미군을 보호해야 할 의무가 있다.
더불어민주당 안희정 충남도지사는 사드와 관련, "현재 박근혜 정부가 한미 정부간 협상을 통해 결정한 것은 그것 대로 존중하겠다는 것이 저의 입장" 이라고 밝혔다. 안희정 충남지사는 "동네에서 두는 장기판에서도 한 수 후퇴가 안 되는데 그것을 물렀을 때 얼마나 큰 손해가 오는지 계산하지 않느냐" 고 하며 사드 배치 재협상론을 비난했다. 안희정 지사는 사드 배치와 관련해서 "사드는 미군의 해외주둔지 방어 체계로 미국이 보내는 것이고 주한미군을 위한 방어 체계를 거부하는 것은 한미동맹의 근본을 흔드는 것"이라고 주장했다. 안희정 지사의 주장은 주한미군을 보호하기 위해 한반도에 배치되는 사드를 거부하면 주한미군이 위험에 노출되고 한미상호방위조약의 근본이 흔들리게 된다는 것이다. 현재 200개의 북한 미사일과 600개의 중국 미사일이 한반도를 향해 조준되어 있어서 한국군과 주한미군이 위협을 받고 있다.ref name="YTN170307"/> 한미상호방위조약에 따라 한국과 미국은 쌍방으로 서로를 보호해야 할 의무가 있으므로 한국은 사드를 배치하여 주한미군을 보호해야 한다.

#### 반대측의 주장

##### 우리민족의 평화 통일을 방해하는 미국
북한은 사드 배치를 비난하며 "미국은 사드를 제 땅으로 끌어가라"고 주장했고 "남조선 당국이 '사드배치가 북핵위협에 대비하기 위해 미국과 공동으로 결정한 것이며 전임정부의 결정이지만 정권이 교체됐다고 해서 그 결정을 가볍게 여기지 않는다'고 떠들고 있다"고 비난했다. 또한 북한은 "남조선 당국이 정녕 촛불 민심을 대변하는 정권이라면 미국 상전의 강요를 받아들일 것이 아니라 이제라도 제정신을 차리고 사드 배치 철회를 요구하는 남조선 각계의 민심을 따르는 것이 마땅한 처사일 것"이라고 주장했다."남측정부가 사드 배치를 강행하여 우리민족을 대립 구도로 몰고 가고 있다"라고 주장했다.문재인 정부는 "사드 배치 기존 합의를 재확인(re-assure)한다"는 내용의 공동선언문을 준비하기로 했다.
"한반도에 전쟁이 나면 우리민족은 비참하게 희생이 되겠지만, 미국은 안전하므로 북한을 선제 공격해야 한다는 미국의 군사 전략이 주도하게 된다" 라고 주장한다. 트럼프 미국 대통령의 조언자 역할을 하는 하원 의원 린더시 그래햄의 주장처럼 "미국에서는, 군산 복합체의 산업 구조로 인해서 전쟁을 일으키고 이를 통해서 전쟁 물자를 판매를 해야 미국의 경제가 이끌어지므로,현재 재정적자가 가중되는 상황에서, 미국의 이익을 위해서 타국을 희생할 수도 있다는, 자국우선주의로 전쟁을 일으킬 가능성이 있다." 라고 주장한다중국에서도 사드의 배치에 따라서, 미군의 공격을 막기 위해서 한반도를 타격하기 위한 신규 미사일 시스템의 배치 및 러시아와 한반도 사드를 대응하기 위한 군사 전략적 대응을 협약 하여, 한반도 사드가 북한을 대응하는 것이 아닌, 미국에서 사드 레이더를 통하여 중국을 내륙을 감시 하여, 미국이 만약 북한을 선제 공격할때, 중국의 가담하는 것을 억제 하는 역할, 즉 한반도 전쟁 발발을 하는 도화선이 사드가 될 수 있음을 뒷받침한다.
한반도에 사드 시스템이 배치 되면, 중국에 대한 미군의 군사적 억제 력이 강화되고 이로 인해서 미군이 북한을 선제 공격하면, 북한은 자국을 보호 하기 위해서, 대량 살상 무기인 생화학 무기를 사용할 가능성이 높다는 전문가들의 지적이 있었다.

##### 최순실과 록히드마틴의 밀거래 의혹
한겨레 사설은 "파면된 박근혜 전 대통령을 보좌 하던 참모로써, 김관진 안보 실장과 황교안 총리가, 안보상황을 유지 및 관리를 하는 수준을 넘어서서, 결정자 행세를 한것은 권력 남용이며, 월권 행위다"라며 비판을 하였다. 뇌물 수뢰 혐의등으로 탄핵된 박근혜 정부에서는, 국방부에서는 2016년 7월 5일 사드시스템은 결정된 바가 없고 아직 실무 검토중이라는 보도를 공식적으로 발표된지,
이틀후 인 7월 7일 갑자기 청와대 요청으로 국가 안전 보장 회의를 소집되고 이곳에서 결정되었는데, 이때 주무 부처인 국방 장관이 불참하고, 차관이 대신 참가한 상태에서 진행되었고, 안건역시 관련 부처인 국방부와 외교부가 아닌 김관진 청와대 안보 실장이 청와대의 의지인, "정무적 판단"이라고하면서, 즉석 안건으로 사드 배치를 상정하여 통과 되었다는 주장이 있다. 즉 사드 시스템이 필요성 및 적합성에 대해서는 사실상 청와대 안보실과 주한미군이 국방부를 거치지 않고 직접 접촉한 것이며, 이후에 국방부는 이것을 위한 수습으로 군사적 합리성이 고려되지 않은 결정이었다는 주장이 있다.

###### 성주군 군민들의 반대
사드의 전자파, 방사능 및 소음 권역에 성주읍이 모두 포함된다는 내용에 따라서, 전자파와 방사능에 대한 문제에 대한 공포심으로, 사드레이더 전자파와 방사선아래 거주해야하는 성주 시민은 사드 배치를 받아들일 수 없다고 성주군민들은 강력하게 반발하였다. 까치산이나 염속산 등이 제3부지로 거론됐다. 국방부는 까치산과 염속산을 답사했지만 부적합 결론을 내린 적이 있었다. 박근혜 전 대통령은 8월 4일 성주군 내 제3의 부지를 검토할 것을 지시하자, 국방부는 제3후보지 검토가 가능하다는 입장을 밝혔다. 사드 기지를 북쪽으로 옮기면 오산공군기지와 오산시까지 방어할 수 있다. 염속산이나 까치산 등은 산봉우리가 뾰족해 공사에 오랜 시간이 들고 환경이 파괴될 수 있어 부적합했는데, 민가가 적고 접근성이 뛰어난 롯데 스카이힐 성주 CC 골프장이 사드 배치에 적합하다는 사실을 확인한 국방부가 이곳을 후보지로 답사했다는 소식이 보도가 되었다.
국방부 고위관계자는 매일신문과의 인터뷰에서 성산포대보다 성주 골프장이 더 적합한 지역임을 인정했고, 추이를 지켜 본 후 공식적으로 변경할 것이라고 밝혔다.
제3후보지 검토에 따라 처음 검토된 제3후보지로 알려진 염속산이나 현재 제3후보지로 유력한 골프장과 이웃한 김천시에서 반대 운동이 나왔다. 김천시에서 사드 반대 운동은 염속산이 제3후보지로 알려지면서 시작되었다.골프장이 제3후보지로 유력시 되자 성주군 에서는 제3후보지를 수용하자는 입장과 성주군 어디에도 사드는 안된다는 입장이 나뉘었다.
한편 성주군의원 4명이 새누리당을 탈당했다.
2016년 8월 21일 성주사드투쟁위에서 제3후보지 요청안을 놓고 표결한 결과 찬성 23명, 반대 1명, 기권 9명으로 나왔다. 그래서 제3후보지 선정을 요청하려고 했다가 마찰이 생겨서 발표가 취소되었다. 그래서 8월 22일 성주군수가 제3후보지 배치를 공식 요구했다. 정부 고위 소식통은 22일 동아일보와의 인터뷰에서 성주군 초전면 롯데스카이힐 성주컨트리클럽에 사드를 배치하면서 18홀로 이루어진 롯데골프장의 9홀을 사드부지로, 9홀을 미군골프장으로 활용하는 방안을 미군과 논의했다 밝혔다.
롯데골프장 배치가 유력시된 이후 사드 배치 관련 지역의 반대 운동은 성주군 초전면과 김천시 농소면·남면 (김천시)·율곡동(김천혁신도시)에서 전개되고 있다. 성주읍에서의 반대 운동은 주민 대부분이 제3후보지 찬성으로 돌아서 힘을 잃었다.

###### 남측 정치인들의 반대
대한민국의 문재인 대통령은 사드의 반입과 운영은 별개라고, 사드 방위 체제가 기습 반입 된것에 대해서, 향후 미국의 도널드 트럼프 대통령과 대화로 풀어야 한다는 입장을 밝혔다. 여당인 더불어민주당에서는 사드에 대해서는 국회 비준 절차를 거쳐야 한다는 당론을 채택하였으며, 사드는 국회의 비준 절차에 따라서 배치 및 운용 결정을 해야 한다고 주장하였다.
 제2야당 국민의당은 사드 배치에 반대했고 국민의당 소속 국회의원 안철수는 사드 문제를 국민투표에 붙이자고 제안했다. 제3야당 정의당도 사드 배치에 반대했고 정의당 소속 국회의원 김종대는 국회 비준을 제안하였다. 이재명 성남시장은 사드 배치 반대, 사드 배치 철회를 꾸준히 외치고 있다. "메르스보다 사드가 주는 경제적인 피해가 더 크다"라는 입장을 밝혔다.
리언 패네타 미국 전 국방장관은 제23대 미국 국방부 장관으로, 이명박 정부 때 이미 사드 배치를 요청하였던것을 증언하였으며, 미국 국회 보고서를 포함하여, 한반도에 손해가 크다는 판단에 따라서 이명박 정권 때는 반대를 하였으며, 박근혜 정권 때 지속적 미국의 요구에 따라 다시 검토되었다.

##### 중국과의 외교적 마찰
중국 관영언론 환구시보는 "문재인은 잔꾀를 쓰지 말라"며 "사드를 철회하지 않으면 모든 피해는 한국과 한국 국민들이 입게 될 것"이라고 경고했다. 시진핑 주석은 박근혜 전 대통령과 통화에서, 북핵 해결의 3가지 원칙을 언급하며, 추가로 중국의 안보에 침해가 되는 것이 "사드시스템"이라고 하면서 결연히 반대한다는것을 언급하였다. 특히 훙레이 중국 외교부 대변인은 사드 시스템의 레이더인 X 밴드 레이더가 북한까지만 감시 가능한 600 KM 감시 모드이외에, 전진 모드로 시스템 변경시, 중국 대륙 한복판까지 감시 가능한 2500 KM까지 감시 가능 하므로, 중국의 "정당한 자국의 국가 안보 이익에 직접적 침해가 되는것"으로 중국에서는 절대로 반대 함을 천명하였다. 중국에서 자국의 안보에 직접적 침해가 된다는 주장의 근거는, 한반도에 배치 예정인 사드 시스템은 미군이 운영하며, 전세계에서 가장 큰 핵공격 군사력을 가진 미국이 만약 중국을 공격하면, 중국에서는 이것에 대한 반격으로 미국 본토인 시애틀, LA 등을 공격할 수 있다는 반격을 통해 타격을 줄 수 있다는 것을 통해, 중국은 자국의 안보를 보호하고 있다. 즉 중국보다 군사력이 월등이 높은 미군에 맞서서 같이 군사적 비용을 지출을 억제 하는 이유는, 미군의 공격을 받을 때 타격할 수 있기에, 미군이 중국을 공격하지 않을것이라는, 전략적인 선택이다. 세계에서 가장 큰 군사력과 공격력을 보유한, 미군에서 중국 본토를 감시하는 사드레이더를 중국 바로 최인근이 되는 한반도에 배치하면, 이것은 직접적으로 중국이 핵 공격을 받을때, 핵으로 반격을 할 수 있는 반격대응 능력(Second Capability)에 큰 타격을 받기에 중국은 한반도의 사드를 반대 한다. 사드 배치 문제를 둘러싼 한·중간 마찰이 점점 심해지고 있는 가운데, 중국 외교부는 "소국(小國)이 대국(大國)에 대항해서 되겠냐, 너희 정부가 사드 배치를 하면 단교 수준으로 엄청난 고통을 주겠다"고 중국의 입장을 표명했다. 중국의 핵심 이익 침해에 대해서 강력히 대응 하겠다는 것이며, 중국 외교부의 공식적인 입장이고, 한국 정부가 사드 배치를 하면 엄청난 무역- 경제적 보복을 주겠다는 것이다. 실제로 중국의 경제 보복으로 인해 한국의 중소기업 및 소상인 매출에 타격이 크다는 것이 사실로 확인되고 있고, 중국 외교부의 경고가 더욱 더 현실화되어가고 있다. 한국과 중국간의 갈등으로 인한 무역 쇠퇴 뿐만 아니라 중국의 북한 제재 협조 거부 가능성도 제기되었고 이러한 이유로 오히려 안보가 불안해질 수도 있다는 주장도 나왔다.

###### 중국의 경제보복
중국의 사드로 인한 자국 안보 침해에 대한 보복 및 중국인들의 자발적인 한국 제품 구입 거부운동으로 중국에서 현대-기아 자동차의 매출이
반토막이 되어, 중국내 주요 생산 공장 역시 문을 닫아서, 경제가 수출의존도 90% 이상인 한국에서, 국내 수출 2위의 비중을 차지하는 자동차 산업의 중국 시장에서 사활이 사드로 인해서 걱정을 해야 하는 상황이며, 중국의 자국 안보라는 핵심 이익 침해는, 사드 시스템 해결 없이, 무역-경제 보복이 해결될 가능성이 희박함에
문제의 심각성이 더해 지고 있다. 현대 기아 자동차의 중국 시장 매출은 전세계 매출의 약 23% 정도의 1/4 정도의 축을 이루고 있기에, 만약 현대 기아의 중국시장에서의 타격은 곧 현대-기아 자동차의
생존 위기로까지 이어 질수 있는 우려를 받는다.
2017년 2월 27일 롯데그룹이 자사 골프장을 사드 배치 부지로 제공하기로 하자 중국은 28일, "모든 필요한 조치를 취해 한국을 징벌할 수밖에 없고, 한국은 이번 처벌을 피할 수 있을 것이라고 상상도 하지 말라"고 하며 강경하게 한국 정부를 비난했다. 3월 1일 중국은 사드가 배치될 경북 성주군 초전면 성주골프장이 중국군의 타격목표가 될 것이라고 하며, 한국을 위협했다.
 중국은 주요 당사자인 미국정부에는 아무 말도 못하면서 상대적으로 힘이 약한 한국 정부에만 노골적인 협박을 하고 있다. 3월 2일 중국군의 뤄위안(羅援)장군은 한국에 대하여 "외과수술식 타격"을 주장하였다. 하루 매출 40억 원에 달하는 롯데면세점 인터넷쇼핑이 3월 2일 해킹공격으로 마비되어 중국의 사드 보복 해킹 공격 가능성이 제기되고 있다. 3월 3일 중국 정부는 한국 관광을 전면 금지시켰고 이미 계약된 관광상품은 이달 중순까지 모두 소진하도록 지시했다. 중국은 소셜네트워크서비스(SNS)를 이용하여 반한 메시지를 무차별 확산하고 있는 것으로 드러났다. 중국에서 과격한 사드 배치 반대 시위가 이어지고 있고 중국의 한 쇼핑센터에서 시위대가 중장비를 동원하여 롯데그룹 계열사의 소주상품인 ‘처음처럼’을 쌓아두고 중장비로 뭉개버리는 퍼포먼스를 보였다. 중국에서는 유명 여행사이트에서 롯데호텔 예약 서비스가 중단되고, 롯데마트에 상품 납품을 중단한 업체가 늘고 있다. 중국은 3월부터 "한국 게임을 수입하지 않겠다"는 입장을 밝혔고 현재 중국 정부의 심사를 받고 있는 넷마블과 엔씨소프트는 "공식적으로는 심사거절을 통보받지 않았다"며 중국 상황을 예의주시하고 있다. 3월 8일 기준으로 영업정지 처분을 받은 롯데마트 중국 내 지점 수는 모두 55곳으로 전체 점포 99개의 절반이 넘게 영업정지 처분을 받았다. 롯데그룹 홈페이지가 해킹당하고 롯데면세점 인터넷 쇼핑 사이트가 디도스 공격으로 마비되는 피해를 입기도 했다. 중국은 사드 보복 조치로 중국의 초등학생들이 학교 강당에서 '롯데 불매'를 선서하도록 하고 있다.
4월달에 들어 자동차 수출액이 12% 감소했으며, 전문가들은 이를 사드 배치로 인한 중국의 보복으로 중국 시장에서의 부진이 주 원인이라고 꼽았다. 또한 중견기업의 30.1%는 사드 배치 이후 대중국 수출에 있어서 피해액이 평균 약 87억 원에 달할 것이라고 예상했으며, 중견기업의 수출액이 전년도에 비해 감소할 것이라는 의견도 또한 존재한다. 현대경제연구원에서는 사드보복 피해액 예상치를 한국이 약 8조, 중국이 약 1조로 한국이 더 높은 피해를 볼 것이라고 예상했다.

###### 중국군의 북한 주둔 가능성
환구망, 써우후(搜狐)군사 등 중국 인터넷매체에 "한국과 미국의 사드 배치가 중국이 북한에 군대를 주둔시켜야 할 새로운 이유를 제공하고 있다"며 "중국은 이 얻기 어려운 기회를 놓치지 않아야 한다."고 하면서 "중국 인민해방군 병력을 북한 황해도 부근에 주둔시키자"는 주장을 제기하면서 중국 군사 전문가들은 "중국군의 북한 주둔이 한국전쟁 정전 협정 이후 1961년 북한과 중국 간에 체결된 군사동맹 조약인 '북중 우호협력조약'에 따라 법적 근거도 갖고 있다."고 주장했다.

##### 한미상호방위조약은 미국의 식민지 조약
한미상호방위조약 중 4조 항목인, 미국이 필요한 군사력을 한국에 배치하는 것을 미국의 '권리'로 규정하며, 미국은 이 권리를 '수용'하고 한국은 '양허'하도록 되어 있는 것에 따라서, 사드 배치 약정서가 작성되었다. 즉 미국이 필요한 군사력이라고 규정하면, 이것에 대해서 한국에서는 양허를 해야 하는 일방적인 형태임으로 사실상 한국은 미국의 군사적 식민지이다. 한미상호방위조약 때문에 남과 북이 통일을 이루지 못하고 있다는 비판이 있다.

###### 미국 대통령의 사드 배치 비용 전가
사드 한 개 포대의 구성 비용은 약 1조 5000억에서 2조이며 요격 미사일 한 발의 가격은 약 110억 원이다. 사드 배치 비용과 사드 운영 비용은 모두 미국이 전액 부담하는 것으로 이미 합의되었지만 "누구도 상대방을 보호해주는 데 비용까지 내가 지불하는 그렇게 하진 않을 거다."라고 말하는 도널드 트럼프가 집권한 미국이 "기존 합의를 번복하고 사드 비용을 한국에 부담시킬 가능성이 있다"는 견해가 있다.
한미상호방위조약에 따른 사드 배치 약정서에는 사드 배치 비용과 사드 운영 비용은 모두 미국이 전액 부담하는 것으로 이미 상호 합의하에 작성되었지만, 미국 대통령 트럼프가 한국이 사드 배치 비용으로 약 1조 원을 부담해야 한다고 요청하였으며, 한국에서 비용 부담을 안하겠다는 반대 여론에도 비용을 내야 한다는것을 재확인하였다.
장기간 미국 국방부에서 미사일 시스템 자문 역할하고, 현재 MIT 교수인, 시어도어 포스톨(Theodore A. Postol) 교수는, 실질적으로는, 미군에서 미국의 동아시아 미사일 방어 체제(MD)의 일부분인 사드 레이더 장비를 이용하여 중국을 견제하기 위한 수단으로 한반도에 설치하는, 한반도 사드 시스템의 비용을 트럼프 대통령이 한국에 부담하는 것은 비합리적이고 부당한 요구라며 지적을 하였다.

미국의 허버트 맥매스터 미국 백악관 국가안보보좌관은 한반도의 고고도미사일방어(THAAD·사드) 체계의, 트럼프 대통령의 10억달러 비용 청구 논란과 관련해서 2017년 4월 30일 청와대의 사드 비용을 미국에서 청구 하지 않는다는 협정을 지킬것이라는 설명을 정면 반박하면서,
사드 비용 재협상 가능성을 거론하며 도널드 트럼프 대통령의 발언을 적극 옹호하였다. 또한 맥매스터 보좌관은 “내가 가장 하기 싫어하는 것이 미국 대통령의 발언을 반박하는 것”이라며 청와대를 비판하였다. 또한
사실 내가 한국의 카운터파트에 말한 것은 어떤 재협상이 있기 전까지만 그 기존 사드 협정은 유지되며, (그때까지) 우리 말을 지킬 것이라는 거였다”고 설명했다. 또한 맥매스터 보좌관은 대통령 후보때부터 "America First"를 내세운 트럼프 대통령의 기준에 따라서
“트럼프 대통령이 말해온 것은, 미국 시민의 안보와 이익을 우선으로 삼겠다는 것이었다”며, 이를 향후에 사드 비용에 대한 재협상 근거로 제시했다.

###### 환경영향평가를 받지 않으면 위법
시민단체들은 환경영향평가를 받지 않은 사드 배치는 위법이라고 주장한다. 사드배치의 근거는 한미상호방위조약 제4조로서 미군이 필요한 군사력을 한국에 배치하는 것은 미국의 '권리"이며, 이것에 대해서 한국은 "양허" 하는 것으로 되어 있다. 그러나, 반드시 지켜야 할 것은 국내법에 따라서 환경영향평가를 받은 후에 설치 및 전개가 가능하다. 이것은, 2001년 개정된 한미행정협정(SOFA) 합의 의사록 제3조 제2항 '한국의 환경 법령 및 기준을 존중한다'라는 규정역시도 어긴 것이다. 국내 현행법과 미군과의 협정 두가지를 어긴 것으로, 조속히 환경부는 환경영향평가법 제 47조에 따라 사드 공사 "중지 명령권"을 발동 해야한다는 주장이 있다.
트럼프 미국 대통령의 요구대로 사드배치로 인해 새로운 세금 지출이 발생한다면 국회동의는 당연한 과정이다. 하지만 김관진 외교안보실장의 주장대로 새로운 지출이 발생하지 않는다고 하더라도 두 가지 측면에서 국회동의 없는 사드배치는 위법이라는 주장이 있다. 우선 헌법 60조 제1항은 국회의 동의가 필요한 조약을 7가지 유형으로 구체적으로 명시하고 있고, 그중 하나가 한반도의 안전에 관한 부분이다. 사드의 한반도 도입은 한미일 북중러의 신냉전으로의 변화를 가져와 한반도 안전에 영향을 미칠 수 있으므로 국회비준이 필요한 사안이라는 주장이 있다. 두 번째로, 사드배치는 한미상호방위조약의 범위를 넘어서는 사안으로, 국회동의가 필요 하다. 한국의 군사 전문가들뿐만 아니라 미국의 전문가들조차도 사드는 한반도 방어 목적을 넘어 중국 견제용이고 미국의 미사일 방어체계(MD)의 확장으로 보고 있다는 주장이 있다.

#### 여론 조사
- 2017년 1월 19일 - (찬성51% 반대40%) - 한국갤럽이 전국의 성인 남녀 1012명을 대상으로 실시한 여론조사 결과 사드의 한반도 배치에 찬성한다는 응답이 51%, 반대한다는 응답이 40%였다. 의견 유보는 9%였다.[148]

- 2017년 2월 4일 - (찬성52% 반대38%) - 한겨레 의뢰로 리서치플러스가 실행한 여론조사 결과를 보면, 사드 배치 결정과 관련해‘잘못한 일이므로 차기 정부에서 재검토해야 한다’는 응답은 37.5%였고 계속 유지해야 한다는 의견은 51.9%였다.[149]

- 2017년 2월 25일 - (찬성47% 반대36%) - 한국일보가 한국리서치에 의뢰해 실시한 여론조사에 따르면 사드 배치에 대해서 응답자의 46.9%가 찬성 의견을 냈다. 반대는 35.6%였으며 모르겠다는 응답은 17.5%였다.[150]

- 2017년 3월 6일 - (찬성56% 반대33%) - 칸타퍼블릭 조사에서는 찬성(55.8%)이 반대(32.8%)에 비해 23.0%포인트 높았고, '모름·무응답'은 11.5%였다.[151]

- 2017년 3월 12일 - (찬성52% 반대35%) - 코리아리서치가 전국 남녀 유권자 2,046명을 상대로 한 여론조사(표본오차 95% ±2.2%포인트)에 따르면 사드 배치 찬성은 51.8%, 반대는 34.7%로 조사됐다.[152]

- 2017년 3월 19일 - (찬성51% 반대38%) - 아산정책연구원 의뢰로 리서치앤리서치에서 전국 만 19세 이상 성인남녀 1,000명을 대상으로 휴대•유선전화 RDD 전화인터뷰(CATI) 방법으로 조사한 결과 사드 배치 찬성이 50.6%이었고 반대는 37.9%이었다.[153]

- 2017년 4월 4일 - (찬성58% 반대42%) - 문화일보와 서울대 폴랩(Pollab)의 조사의뢰로 리얼미터가 전국 19세 이상 남녀 1009명을 대상으로 100% 무선 방식으로 조사한 결과, 사드 배치에 대해서 ‘한반도 배치를 계속 진행해야 한다’는 의견이 전체 응답자의 57.8%로 반대의 42.2%를 15.6%포인트 앞질렀다.[154]

- 2017년 5월 1일 - (찬성46% 반대37%) - 한국지방신문협회 8개사가 한국갤럽조사연구소에 의뢰해 2017년 4월 30일부터 5월 1일까지 2일간 전국 3,077명 만 19세 이상 남녀 유권자를 대상으로 무선(75%)·유선(25%) 전화 RDD 방식 여론조사에 응한 전체 응답자 중 절반에 가까운 45.5%가 사드 배치 찬성입장을 보인 반면 36.7%는 사드 배치를 반대했다.[155][156]

- 2017년 6월 15일 - (찬성53% 반대32%) - 한국갤럽이 전국 성인 1003명을 대상으로 실시한 여론조사(95% 신뢰수준에 표본오차 ±3.1%포인트)에 따르면 "사드의 한반도 배치에 찬성 또는 반대하는가"라는 질문에서 찬성이 53%로 반대 32%를 크게 앞섰다.[157][158][159]

- 2017년 7월 7일 - (찬성57% 반대27%) - 한국갤럽이 전국 성인 1004명을 대상으로 실시한 여론조사(95% 신뢰수준, 표본오차 ±3.1%포인트)에 따르면 사드 배치에 찬성하는 비율은 57%, 반대는 27%로 각각 집계됐다. 특히 이번 조사에선 더불어민주당 지지층에서도 찬성이 50%, 반대가 37%로 찬성이 반대를 처음으로 역전했다.[160][161][162][163]

- 2017년 8월 3일 - (찬성72% 반대14%) - 한국갤럽이 휴대전화 RDD 표본 프레임에서 무작위로 추출하여 전화조사원 인터뷰 방식으로 전국 만 19세 이상 남녀 1,004명을 대상으로 사드 배치 여론을 조사한 결과에 따르면 국민 72%가 사드 배치에 찬성했고 반대는 14%였으며 나머지 14%는 의견을 유보했다.[164][165][166][167][168]

- 2017년 8월 15일 - (찬성62% 반대28%) - 중앙일보가 전국 남녀 1000명에게 임의전화걸기 방식으로 전화면접 조사를 한 결과 사드 체계 배치에 대해서 62%가 찬성 의견을 밝혔다. 반대는 28%로 찬성 의견의 절반에 미치지 못했다. 더불어민주당 지지자 중에선 찬성이 53.7%, 반대가 36.3%였고, 문재인 대통령을 뽑았다고 답한 사람 중에선 찬성이 54.3%, 반대가 35%였다.[169]

- 2017년 9월 9일 - (찬성80% 반대15%) - 한국사회여론연구소가 전국 만 19세 이상 성인 남녀 1014명을 대상으로 9월 8일~9일 이틀에 걸쳐 유무선 RDD(무선 80.2%, 유선 19.8%)전화면접조사 방식으로 실시한 여론조사에서 사드 배치에 대해 찬성은 79.7%, 반대는 15.2%로 나타났다.[170]

### 중국
한한령

## 결론
성주군의 롯데 골프장을 주한미군 기지로 용도변경하여, 사드 1개 포대가 배치되었다. 배치비용은 1조 5천억원이다. X 밴드 레이더 1개, 발사대 차량 6개, 48발의 요격 미사일, 통제차량으로 구성되어 있다.